# Kief (Dakota del Norte)
Kief es una ciudad ubicada en el condado de McHenry en el estado estadounidense de Dakota del Norte. En el censo de 2010 tenía una población de 13 habitantes y una densidad poblacional de 4,05 personas por km².

## Geografía
Kief se encuentra ubicada en las coordenadas 47°51′32″N 100°30′51″O / 47.85889, -100.51417. Según la Oficina del Censo de los Estados Unidos, Kief tiene una superficie total de 3.21 km², de la cual 3.16 km² corresponden a tierra firme y (1.53%) 0.05 km² es agua.

## Demografía
Según el censo de 2010, había 13 personas residiendo en Kief. La densidad de población era de 4,05 hab./km². De los 13 habitantes, Kief estaba compuesto por el 100% blancos, el 0% eran afroamericanos, el 0% eran amerindios, el 0% eran asiáticos, el 0% eran isleños del Pacífico, el 0% eran de otras razas y el 0% pertenecían a dos o más razas. Del total de la población el 0% eran hispanos o latinos de cualquier raza.